# Zemětřesení na Lomboku 2018
K Zemětřesení na indonéském ostrově Lombok došlo 5. srpna 2018 v 19:46:37 místního času (13:46:37 SELČ). Magnitudo dosáhlo síly 6,9 stupně Richterovy stupnice (zpočátku odhadováno na 7,0) a epicentrum se nacházelo na severu ostrova ve hloubce 31 km, zhruba 14 km severně od aktivního vulkánu Rinjani. Ihned bylo vydáno varování před vlnou tsunami, jejíž výška byla odhadována na 50 cm. Varování bylo poté zrušeno. Maximální výška vzdutí dosáhla u severního pobřeží pouhých 13,5 cm. V důsledku zemětřesení se sever ostrova v blízkosti epicentra zdvihl až o 25 cm. Zbytek ostrova se o několik centimetrů propadl.
Nutno podotknout, že ostrov Lombok sousedí s turisticky velmi navštěvovaným ostrovem Bali. Zemětřesení si vyžádalo přes 513 mrtvých a 1 353 zraněných osob. Dle počtu obětí se jedná o nejhorší zemětřesení v souostroví Malé Sundy od roku 1992 a nejhorší v celé Indonésii od roku 2009. Kolem 68 000 domů utrpělo škody nebo bylo zničeno a o střechu nad hlavou přišlo více než 357 000 lidí. Letiště na ostrovech Lomboku a Bali utrpěli drobné škody, ale jejich provoz to nijak neomezilo. Otřesy dokonce přerušily v Matarámu jednání dvou indonéských ministrů s ministry z Austrálie a Singapuru.
Po hlavním otřesu bylo evidováno 663 menších dotřesů, z nichž tři nejsilnější měly sílu 6,3;5,4; 5,3 a 5,0 stupňů. Zemětřesení předcházelo slabší zemětřesení z 29. července 2018 o síle 6,4 stupně Richterovy stupnice, při němž zemřelo 17 lidí. O 4 dny později, 9. srpna, došlo k dalšímu zemětřesení o síle 5,9Mw. Zřítilo se při něm několik budov a zahynulo 6 lidí. 19. srpna ostrov zasáhl nejsilnější dotřes (6,9Mw), který měl za následek 14 mrtvých.

## Popis
Indonésie je tektonicky velmi aktivní, což se projevuje častými zemětřeseními a značnou sopečnou činností. Leží v tzn. Pacifickém ohnivém kruhu a obklopují ji eurasijská, pacifická a australská tektonická deska. Australská se zde noří pod Sundskou desku (část euroasijské) značnou rychlostí 50-75 mm za rok, díky čemuž vznikl Jávský podmořský příkop. Důležité je též zmínit, že tyto desky vygenerovaly 26. prosince 2004 třetí nejsilnější zaznamenané zemětřesení v historii a následná vlna tsunami zahubila 230 000 lidí. Střet zmíněných desek například způsobil zemětřesení v roce 1977, 1994 a 2006.

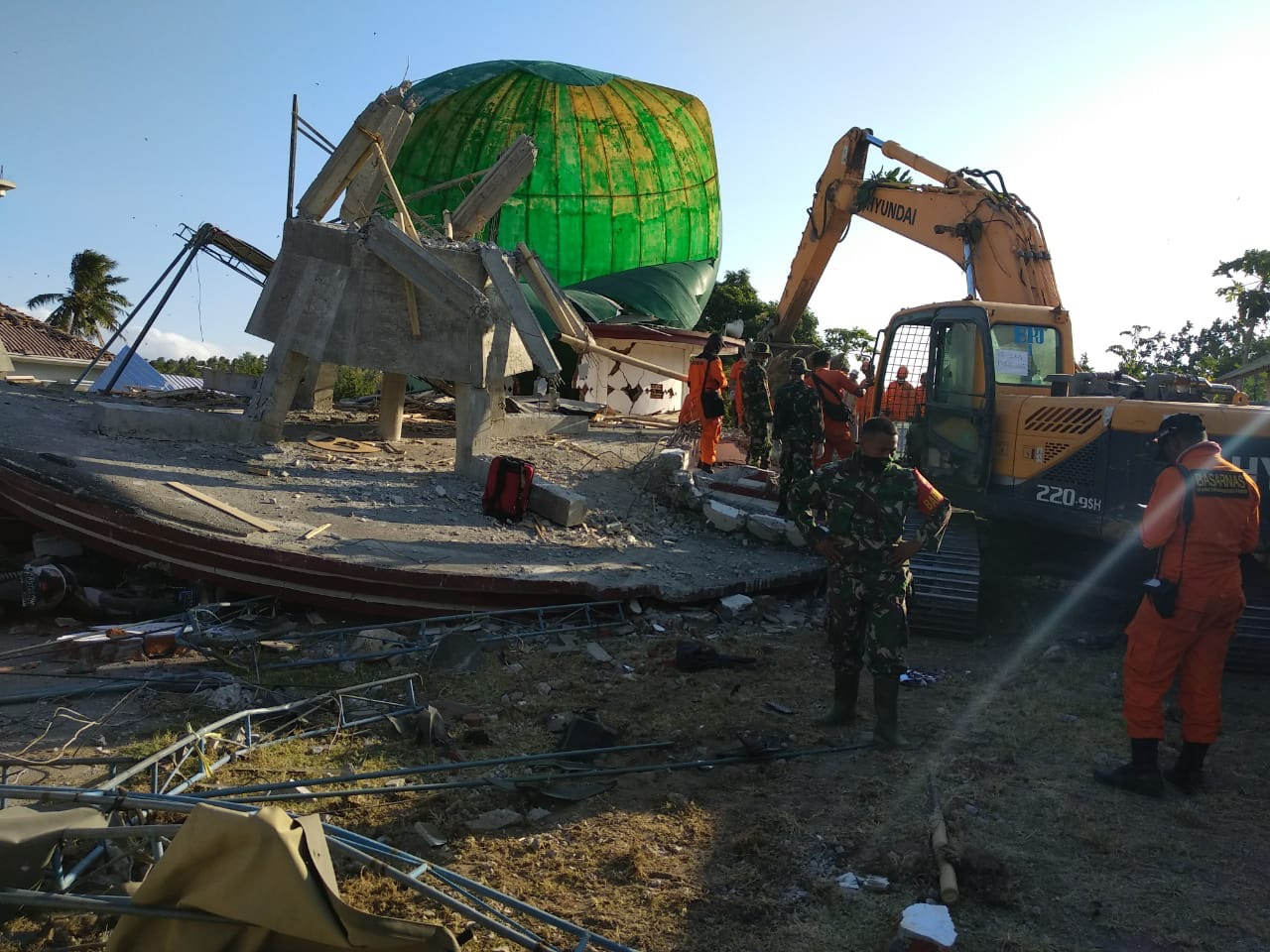
Zřícená mešita na severu ostrova.

V rámci ostrova Lombok je to největší zaznamenané zemětřesení, jež zde mělo své epicentrum. Mezi dalšími je to z roku 1979 (37 mrtvých) anebo z roku 2013, které se ovšem obešlo bez ztrát na životech.
Žádné zemětřesení s epicentrem na ostrově Lombok nikdy nezpůsobilo vážné tsunami. Jelikož by při větší katastrofě bylo ohroženo největší zdejší město Matarám, jež je populačně o něco větší než Brno, rozhodli se vědci z indonéské univerzity v Matarámu nasimulovat některá zemětřesení, které na ostrově mohou vzniknout. Odhadli, že zemětřesení větší než 6,0 stupňů může způsobit menší tsunami o výšce 13-20 cm, jež by k pobřeží dorazila za 18-20 minut.
Ačkoliv se epicentrum nacházelo na svazích sopky Rinjani a to 14 km od kráteru, tak nebyl zaznamenán nárůst sopečné aktivity. A to ani u vzdálenější sopky Agung na Bali.

### Intenzita
V důsledku relativně malé hloubky 31 km a velké magnitudy vyvolalo zemětřesení na povrchu značné třesení, které bylo možné cítit i na sousedních ostrovech. Maximální intenzita v Matarámu byla VIII (bořivé), na sousedním ostrově Bali VI (silné) a na ostrově Sumbawa také VI (silné).

## Oběti
Celkem zemřelo 476 lidí, z nichž většina byla zabita padajícími kusy budov. 474 lidí zemřelo na ostrově Lombok a 2 osoby na Bali. Všichni zemřelí byli Indonésané. Zraněno bylo 1 357 lidí z toho 58 na Bali. V tu dobu se někteří modlili v mešitách a mnozí z nich pak byli v nich následně uvězněni.